# Eric Thornton
Eric Peter Hypolithe Thornton (* 5. Juli 1882 in Worthing, Vereinigtes Königreich; † 26. November 1945 in Antwerpen, Belgien) war ein britisch-belgischer Fußballspieler.

## Karriere

### Verein
Thornton spielte ab 1897 zunächst 10 Jahre beim Royal Léopold Club und im Anschluss weitere 4 Jahre beim Beerschot AC, ehe er 1911 seine Karriere beendete.

### Nationalmannschaft
Er war im Jahre 1900 als Mitglied des Fußballclubs der Université libre de Bruxelles Teilnehmer der Olympischen Sommerspiele in Paris. Im Turnier spielte er beim einzigen Spiel der Mannschaft gegen die französische Mannschaft. Am Ende belegte seine Mannschaft den 3. Platz. Außerdem spielte er für die Belgische Fußballnationalmannschaft im Jahr 1905 zwei Freundschaftsspiele gegen die Niederlande.